# Inicios de la aviación chilena
Los inicios de la aviación chilena se enmarcan en el período que va desde el primer vuelo realizado en Chile en 1910 hasta la creación de la Fuerza Aérea de Chile durante el gobierno de Carlos Ibañez del Campo, el 21 de marzo de 1930. Durante ese espacio de tiempo se suscitaron una serie de esfuerzos privados así como del Estado en el desarrollo de la aeronáutica en Chile, muchos de ellos de carácter pionero, que significaron importantes logros a nivel latinoamericano como mundial.

## Antecedentes

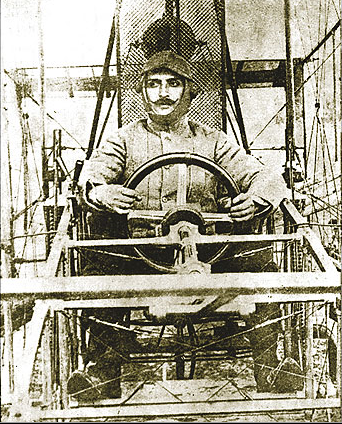
José Luis Sánchez Besa, se convirtió, junto a Emilio Edwars Bello, en el primer chileno en despegar en un aeroplano en 1909.

La historia moderna de la aviación es compleja. Durante siglos se dieron tímidos intentos por alzar el vuelo, fracasando la mayor parte de ellos, pero ya desde el siglo XVIII el ser humano comenzó a experimentar con globos aerostáticos que lograban elevarse en el aire, pero tenían el inconveniente de no poder ser controlados. Ese problema se superó ya en el siglo XIX con la construcción de los primeros dirigibles, que sí permitían su control. A principios de ese mismo siglo, muchos investigaron el vuelo con planeadores, máquinas capaces de sustentar el vuelo controlado durante algún tiempo, y también se comenzaron a construir los primeros aeroplanos equipados con motor, pero que, incluso siendo impulsados por ayudas externas, apenas lograban despegar y recorrer unos metros. No fue hasta principios del siglo XX cuando se produjeron los primeros vuelos con éxito. El 17 de diciembre de 1903 los hermanos Wright se convirtieron en los primeros en realizar un vuelo en un avión controlado, no obstante algunos afirman que ese honor le corresponde a Alberto Santos Dumont, que realizó su vuelo el 13 de septiembre de 1906.
En aquel primer vuelo en Europa, llevado a cabo por Dumont en  1906, el chileno José Luis Sánchez Besa, que había entablado amistad con el brasileño, participó activamente. Posteriormente, entusiasmado por esa experiencia, volcó su interés por esta nueva disciplina, y se convirtió, junto a Emilio Edwards Bello, en el primer chileno en volar un aeroplano en 1909.

## Aviación civil

### Primer vuelo en Chile

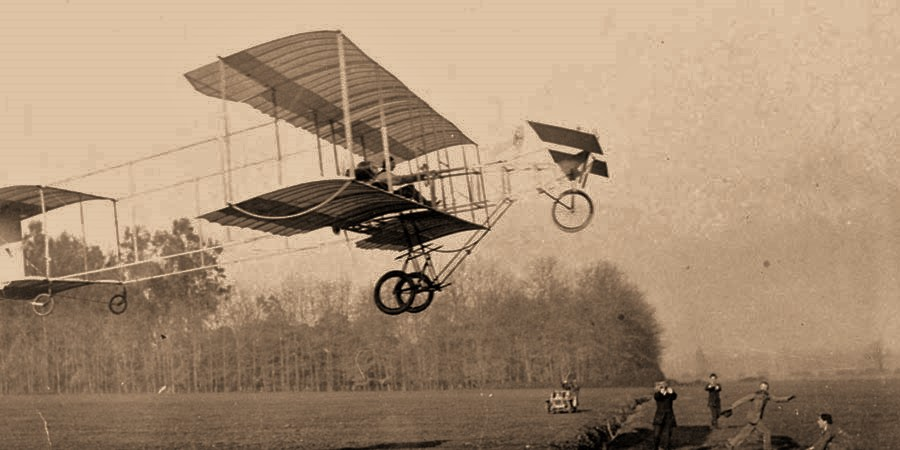
Primer vuelo en Chile

Por iniciativa de los primos Miguel Covarrubias Valdés y David Echeverría Valdés para festejar el centenario de Chile tuvieron la idea de traer al país un biplano Voisin. La hazaña aeronáutica fue encomendada a los hermanos franceses César y Félix Copetta Brossio. El 21 de agosto de 1910, luego de los preparativos, César Copetta realiza el primer vuelo de un avión en Chile, a bordo de un biplano Voisin. Copetta surca los cielos nacionales en el sector de la Chacra Valparaíso, actualmente Plaza Ramón Cruz ubicada en la comuna de Ñuñoa.
David Echeverría acompañaría a César Copetta, sentado en un estrecho espacio detrás de él. Al aterrizar estuvieron a punto de capotar, a causa de una acequia que frenó las ruedas delanteras. Sin embargo, esta situación no fue impedimento para que Copetta, realizara con mucho entusiasmo un tercer vuelo. Nuevamente al momento del aterrizaje, rompe parte del Voisin, lo que definitivamente impidió realizar los vuelos programados para la conmemoración del Centenario de la Independencia.

### Primeros aviadores chilenos
Tras el primer vuelo de 1910, creció el entusiasmo por la conquista de los cielos, en estos primeros años destacaron las hazañas de David Fuentes Soza, Armando Venegas de la Guarda, Luis Omar Page, Luis Alberto Acevedo, César Copetta, Clodomiro Figueroa, Carlos Borcosque, entre otros.

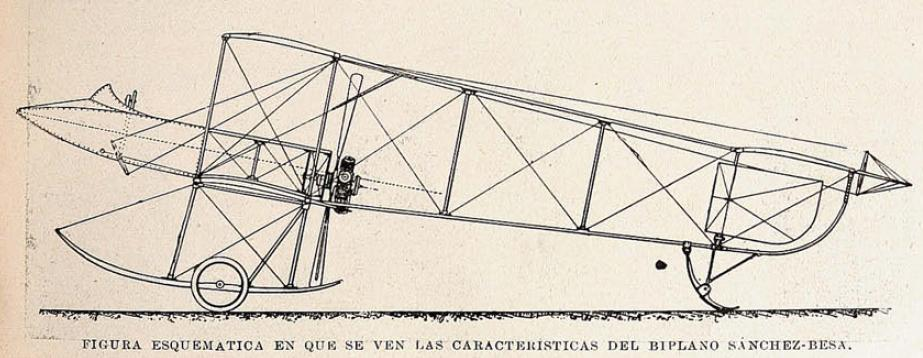
Esquema de un Aeroplano Sánchez Besa.

Por su parte, José Luis Sánchez Besa, acrecienta en Europa su carrera de piloto, diseñador y constructor de aviones. Su historial registra que ganó más de 15 premios en concursos de aviación y que fue un gran diseñador aeronáutico llegando a tener 4 fábricas con cerca de 5.000 operarios franceses, donde se construyeron algo más de 3.000 aviones. Los diarios de París, revistas alemanas, belgas y españolas de la época, son testimonio vivo de sus hazañas a través de elogiosos artículos felicitando al inventor dedicado a la aviación y que consagró su vida a engrandecer la senda aeronáutica, siendo considerado hoy como un pionero de la aeronáutica mundial. En 1950 recibió la Medalla al Mérito Aeronáutico, por su contribución a la aviación francesa.

## Aviación y Fuerzas Armadas

### Ávalos y la creación de la Escuela de Aeronáutica Militar

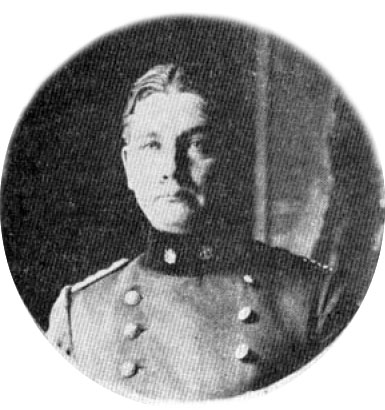
Capitán Manuel Ávalos Prado.

En febrero de 1901, Manuel Ávalos Prado, con 15 años, ingresa como cadete a la Escuela Militar. Recibiendo, tres años más tarde, su título de Alférez en el arma de Artillería. El 8 de marzo de 1904 fue destinado al Regimiento "Miraflores", después de haber recibido su título de oficial. Ascendido al grado de teniente primero el 10 de diciembre de 1907, ingresando como alumno a la Escuela de Caballería. Prestaba sus servicios en esta unidad, cuando el Gobierno resolvió enviarlo en febrero de 1911, a Europa para estudiar la incipiente ciencia de “Aviación”. El objetivo del Ejército era formar a oficiales que tuvieran los conocimientos necesarios en esta área, indispensable para iniciar este tipo de actividades en estos confines del mundo para la época.
En Europa, Ávalos obtuvo el título de piloto en la Escuela Bleriot y luego perfeccionó sus conocimientos en la Escuela de José Luis Sánchez Beza. Su ejemplo, habilidad natural, coraje y determinación, gatilló en el resto de los jóvenes oficiales un potente anhelo de participar de esta nueva dimensión de la vida militar. En el extranjero fue ascendido a Capitán. 
De regreso a Chile, en 1913, como el aviador militar de más experiencia en el país, realizó el primer vuelo de un avión militar y se le encomendó como Director Interino de la incipiente Escuela de Aeronáutica Militar. Su extraordinario entusiasmo, compromiso y carácter contagió fuertemente a sus colaboradores quienes dieron origen a la Escuela de Aviación, una de las más antiguas del mundo. Un lugar donde empezaron a formarse las generaciones de pilotos que tuvieron como primer instructor a este destacado oficial.

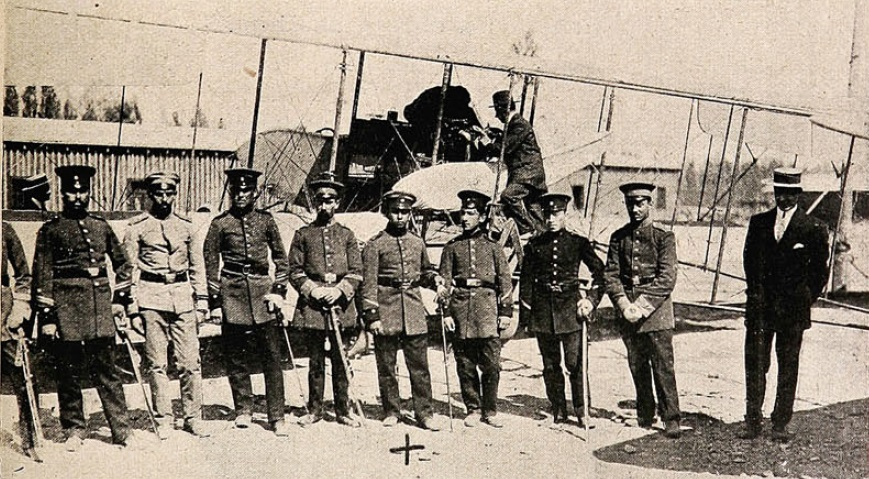
El cuerpo de aviadores militares al que pertenecía el Sargento Menadier.

Su dotación inicial contaba con 70 plazas (cupos), y su postulación inicial fue de 10 oficiales y 7 suboficiales del Ejército y de la Armada. Entre los criterios de acreditación de aptitudes se encontraba un peso menor a los 75 kg, ser soltero, con alto grado de poder visual, y contar con excelente condición física (sobre todo respiratoria y cardiovascular) certificada formalmente. En el caso de los oficiales, su grado de postulación era el de Teniente y en casos excepcionales, Capitán, aplicándose el criterio (en boga en Europa) de privilegiar a aquellos postulantes pertenecientes a armas montadas, Caballería y Artillería. Se suponía que por la naturaleza de su servicio estarían más familiarizados con la velocidad y la operación de material bélico con alta complejidad tecnológica.
El distintivo de los alumnos era la efigie de un cóndor de bronce con las alas extendidas para los oficiales, y en blanco oxidado para los suboficiales. A esto se agregó posteriormente el bordado de una hélice en el antebrazo del uniforme del alumno, en dorado para los oficiales y en lana roja para los suboficiales. Ambos escalafones lucían las letras E.A.M en sus respectivas presillas.
Los cursos de instrucción se abrían en marzo y octubre, con la meta de conformar una Compañía de Aviación por año con la cual dotar a cada División del Ejército, y así desplegar de la manera más amplia la nueva arma en el territorio nacional. Por causa de la Primera Guerra Mundial no pudo darse curso a este objetivo.

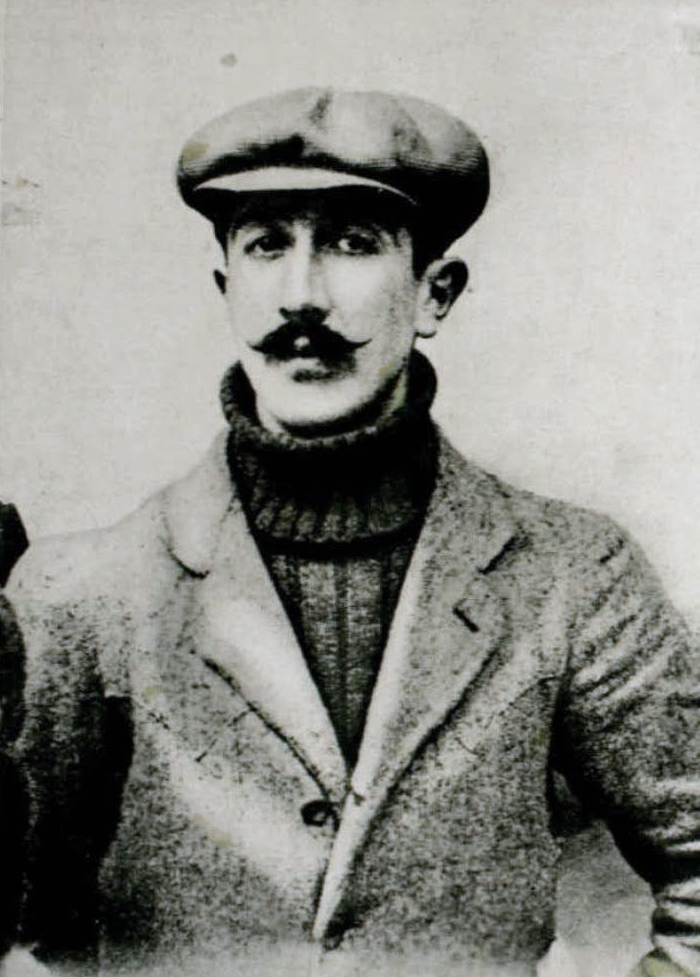
Fotografía del Teniente Alejandro Bello Silva aparecida en la revista Pacífico Magazine (1914).

Otros célebres personajes ligados a esta escuela son Alejandro Bello, el famoso Teniente Bello y el Sargento Adolfo Menadier, de quien toma su nombre hoy la Escuela de Especialidades de la Fuerza Aérea, encargada de la formación de los suboficiales de esta rama castrense.
7 años más tarde, en 1920, la Escuela de Aviación se convierte en sucesora y depositaria del legado de la Escuela Aeronáutica Militar.

### Primer cruce de la Cordillera de los Andes
A las 5 de la mañana del 12 de diciembre de 1918, Teniente Dagoberto Godoy sube a su Bristol Le Rhone N°4988 de 110 HP y despega desde la base aérea El Bosque, al sur de Santiago. Luego de sobrevolar por dos horas la cordillera de los Andes a una altitud de 6300 metros, aterriza en Lagunitas, cerca de Mendoza, Argentina: es el primer vuelo de un aeroplano por sobre la Cordillera de Los Andes.

### Aviación Naval de Chile

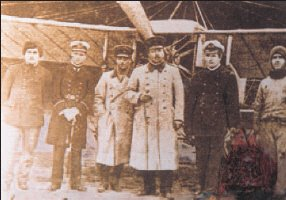
Oficiales navales que recibieron instrucción en la Escuela Aeronáutica Militar.

Los orígenes de la Aviación Naval de Chile se remontan a principios del siglo XX. Es así, como el 27 de abril de 1916, se dio inicio al primer curso de aviadores navales en la Escuela de Aeronáutica Militar de El Bosque, en Santiago de Chile. El 18 de octubre de ese mismo año pierde la vida el Teniente Segundo don Pedro Luco Christie, al chocar en un biplano "Sánchez Besa" con un bosque de eucaliptus, en circunstancias que despegaba para rendir las pruebas finales para graduarse como piloto. La Armada de Chile perdió a su primer miembro en actividades aéreas, en el esfuerzo inicial de crear una nueva especialidad.
De este curso se graduaron el Contador 3o. Carlos Yanquez Cerda, el torpedista Luis Farías y el Guardiamarina Enrique de la Maza.

El servicio de la Aviación Naval, inició sus actividades de vuelo en el año 1919, al recibir una importante cantidad de aviones desde el Reino Unido, entregados por ese país en compensación por la confiscación de unidades navales chilenas en construcción al iniciarse la Primera Guerra Mundial, los acorazados Almirante Latorre y Almirante Cochrane y los destructores "Almirante Goñi", "Almirante Riveros", "Almirante Simpson" y "Almirante Williams", para entregarlos al servicio de la Royal Navy.
Los aviones que se recibieron en compensación fueron:
- 6 hidroaviones Short 184.
- 2 hidroaviones Sopwith Baby.
- 2 hidroaviones Avro 504.
- 1 bote volador biplano F-2A.

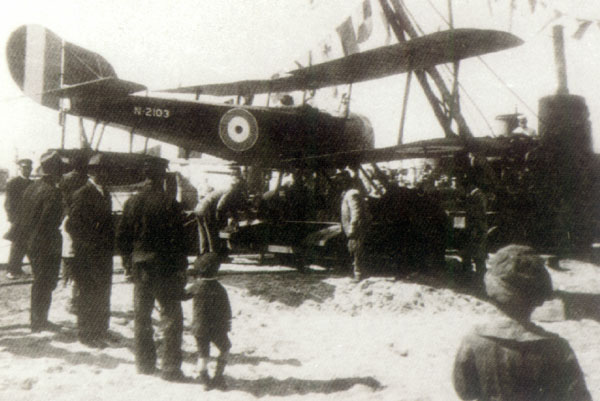
Hidroavión Sopwith Baby N-2103 que protagonizó el primer vuelo en Talcahuano.

El primer vuelo de un avión naval fue realizado por un hidroavión Sopwith Baby en el puerto de Talcahuano el 3 de julio de 1919, luego las primeras operaciones aeronavales se realizaron en 1919 con un hidroavión Sopwith Baby que fue embarcado a bordo del Crucero Acorazado O’Higgins desde donde era izado y arriado con una pluma. El crucero O´Higgins había arribado a Chile en julio de 1898 proveniente de Inglaterra, donde se había encargado su construcción, siendo retirado de servicio en 1933. Durante su vida operativa fue protagonista de algunos hechos históricos importante como el Abrazo del Estrecho en 1899 y la Sublevación de la Escuadra de Chile, pero también fue protagonista de un hito muy relevante para Aviación Naval de Chile; en 1919, sobre su cubierta se realizó la primera operación embarcada de la Aviación Naval de Chile, en la cual se usó un hidroavión Sopwith Baby.

## Hitos de la aviación chilena

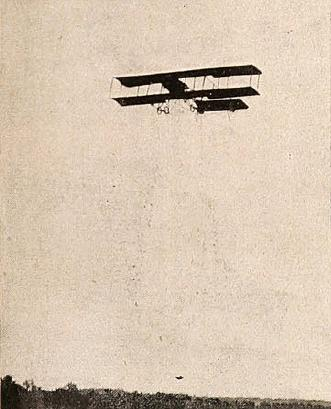
El Sánchez Besa sobrevolando los cielos de Reims, Francia en 1911, piloteado por su constructor.

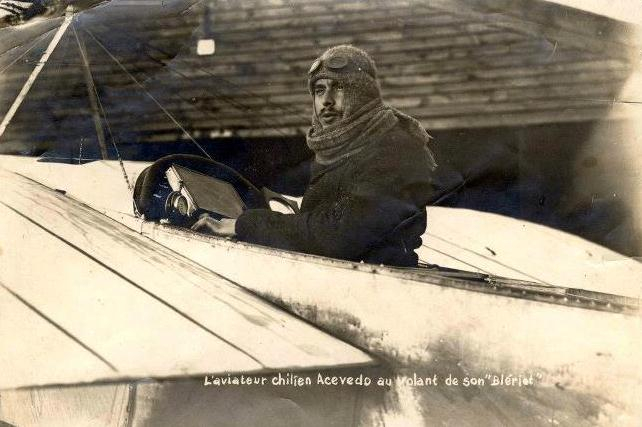
Luis Alberto Acevedo conduciendo su Blériot.

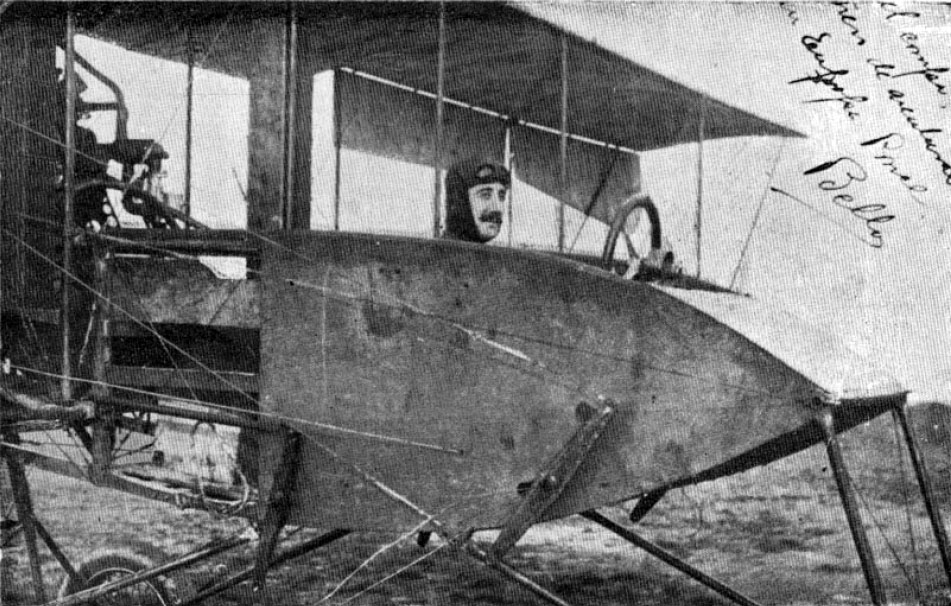
El Teniente Bello desaparecido en 1914.

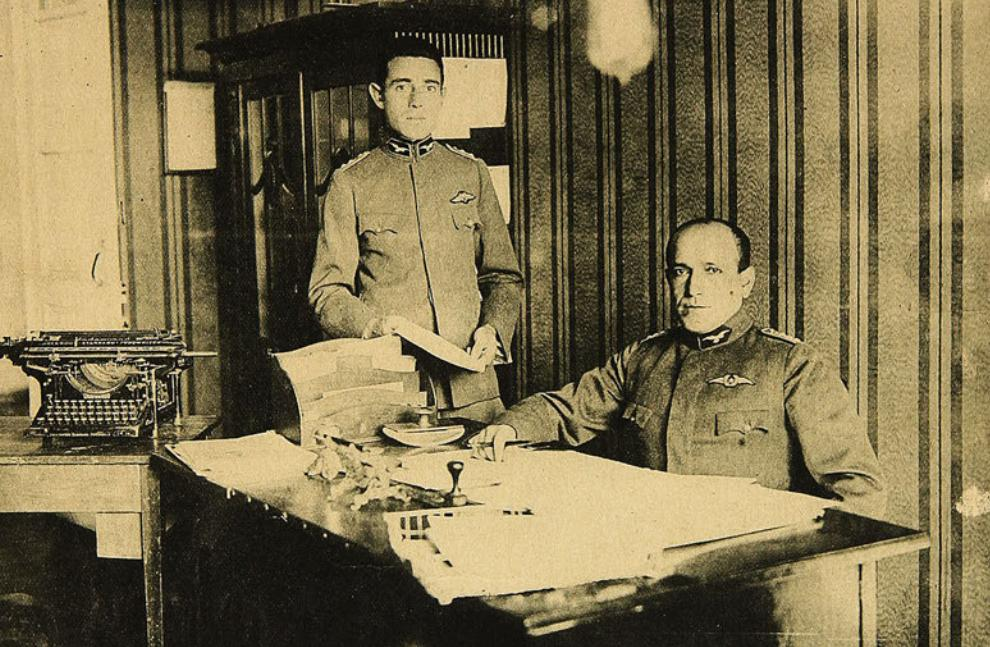
Capitán Diego Aracena en su oficina de trabajo, en la dirección de la Escuela de Aeronáutica Militar.

- Agosto de 1909: José Luis Sánchez Besa y Emilio Edwards Bello se convierten en los primeros chilenos en despegar en un avión, en el Primer Meeting Aéreo de la historia de la aviación en Reims, Francia.

- 21 de agosto de 1910: Se realiza el primer vuelo en Chile.[4]

- 11 de febrero de 1913: Se crea la Escuela de Aviación Militar de Chile, actual Escuela de Aviación del Capitán Manuel Ávalos Prado, la que es la más antigua de América y la cuarta en el mundo.

- 13 de abril de 1913: Luis Alberto Acevedo Acevedo se convierte en el primer mártir de la aviación civil chilena. Muere en accidente de aviación al intentar unir en vuelo Concepción y Santiago.

- 29 de marzo de 1913: Se funda el Aero Club de Chile.[4]

- 27 de febrero de 1914: Luis Omar Page realiza el primer vuelo nocturno con público en Chile y además el primer vuelo nocturno de América en un avión de construcción nacional, el «Batuco», fabricado por los hermanos Félix y César Copetta.[8]

- 9 de marzo de 1914: El teniente Alejandro Bello se convierte en el primer piloto desaparecido en la historia de la aeronáutica chilena, cuando el 9 de marzo de 1914, volando un avión Sánchez Besa, se perdió efectuando un raid entre El Bosque, Culitrín, Cartagena y El Bosque.

- 1914: El teniente segundo Francisco Mery se convierte en el primer mártir de la aviación militar chilena, tras morir instantáneamente producto de la caída de su aparato.[9]

- 31 de julio de 1915: Luis Omar Page realiza el primer vuelo en aeroplano en Bolivia.[10]

- 1916: Se realiza en Chile la primera Conferencia Aeronáutica Panamericana.

- 1 de noviembre de 1916: David Fuentes Soza realiza el primer cruce en aeroplano del Estrecho de Magallanes.

- 12 de diciembre de 1918: El teniente Dagoberto Godoy efectúa el primer cruce de la Cordillera de los Andes en aeroplano Bristol M1C por su parte más alta.

- 1 de enero de 1919: Clodomiro Figueroa realiza el primer correo aéreo en Chile (Santiago-Valparaíso).

- Abril de 1919: El teniente Armando Cortínez realiza el primer doble cruce de la Cordillera de los Andes en aeroplano Bristol por su parte más alta.

- 8 de agosto de 1919: El sargento José del Carmen Ojeda, piloto de la Escuela Aeronáutica Militar, a bordo de un monoplano Bristol, en poco menos de una hora alcanzó los 6.500 metros de altura, continuando su ascensión hasta los 7.188 metros de altitud, adjudicándose con ello el récord sudamericano de altura alcanzado hasta ese entonces.

- 22 de mayo de 1921: El Teniente Roberto Herrera Ramírez. Efectua el primer cruce de la Cordillera de los Andes por su parte más alta en aeroplano y con pasajero. El Vuelo se realizó en un bombardero DH-9, uniendo El Bosque con San Luis en Argentina, donde el avión capota al intentar aterrizar.

- 1922: El capitán Diego Aracena, junto al Capitán Federico Barahona, el Ingeniero Ricardo Seabrook y el Sargento Manuel Barahona, realizan el raid Santiago; Río de Janeiro, en agosto y septiembre de 1922. Utilizando aviones DH-9, Aracena logra llegar a corta distancia de su objetivo, completando el raid en un hidroavión brasileño, por accidente del propio.

- 1924: El general del Ejército de Chile Luis Alberto Contreras y Sotomayor efectúa el primer vuelo Santiago-Tacna en febrero y marzo de ese año.

- 28 de septiembre de 1924: El teniente de Ejército Francisco Lagreze Pérez se convierte en el primer chileno y sudamericano en realizar un salto en paracaídas, suceso ocurrido en el Aeródromo militar de El Bosque, con presencia de autoridades y civiles, lanzándose desde un biplano Havilland DH-9 a una altura de 700 metros.

- 3 de mayo de 1927: Inicia sus operaciones la Compañía de Aeronavegación Sudamericana, primera línea aérea comercial de Chile.[11]

- Diciembre de 1928: Gunther Plüschow y su ingeniero Dreblow montan el hidroavión biplano Heinkel, tipo HD 24 W, en Punta Arenas, iniciando luego los vuelos sobre Tierra del Fuego, los Andes fueguinos, el Cabo de Hornos y Torres del Paine en la Patagonia.

- Marzo de 1929: Gunther Plüschow realiza el primer sobrevuelo entre Punta Arenas y Puerto Natales.

- 21 de marzo de 1930: Por iniciativa de Arturo Merino Benítez el presidente Carlos Ibáñez del Campo firma el decreto que materializa la creación de la Fuerza Aérea de Chile[9]

- 26 de julio de 1930: Con apenas 19 años Graciela Cooper aprueba su examen de piloto civil en el aeródromo de Cerrillos, convirtiéndose en la primera chilena y quinta latinoamericana en obtener dicha licencia.[12]

- 9 de noviembre de 1944: Un avión Beechcraft de la Misión Aérea de los Estados Unidos realizó el primer vuelo entre Arica y Punta Arenas en un día. Con 16 horas de duración y haciendo dos escalas para carga de combustible en Santiago y Los Ángeles, la aeronave fue pilotada por el Coronel Paul Henry de la Fuerza Aérea de los Estados Unidos y el Capitán Enrique Flores Álvarez, de la Fuerza Aérea de Chile.[13]